# Siège d'Al-Damus
Deuxième croisade
Le siège d'Al-Damus est une bataille de la Reconquista qui se déroule en 1210. Les forces du royaume d'Aragon, ainsi que celles des chevaliers templiers et des chevaliers hospitaliers, sont opposées aux forces des Almohades. Les forces chrétiennes sortent vainqueurs des musulmans. Cette bataille est importante car en prenant le château d'Al-Damus (Ademuz), les forces chrétiennes exhortent leurs adversaires musulmans à lancer une grande offensive qui aboutira à la bataille de Las Navas de Tolosa. Cette offensive a marqué la fin de la domination islamique et le début de la domination chrétienne dans la province de Valence.

## La bataille
En 1210, l'Empire almohade, qui contrôle les îles Baléares conquises en 1203, lance une incursion en Catalogne sous le commandement d'Abu al-Ala Idris al-Mamun[réf. incomplète]. En mars 1210, en réponse à l'incursion almohade, le roi Pierre II d'Aragon, qui se trouve dans la ville de Monzón, rassemble une armée pour attaquer la Taïfa de Valence.  Parmi les objectifs de cette campagne, figure le château d'Al-Damus, l'une des forteresses formant le réseau défensif de la rivière Turia.
Le château d'Al-Damus aux mains de Muhammad an-Nasir est conquis, au milieu de 1210, par Pierre II d'Aragon avec l'aide des chevaliers hospitaliers et templiers. L'offensive se poursuit jusqu'à la prise du château de Serreilla (Utiel). La perte d'Ademuz contrarie les Almohades, qui envoient une délégation à Marrakech pour implorer des renforts à Muhammad an-Nasir. Il organisera une expédition qui aboutira à la bataille de Las Navas de Tolosa, en 1212, qui met un terme à la suprématie musulmane à Al-Andalus. 
La forteresse d'Al-Damus fut reprise par les Almohades un peu plus tard en 1210 au cours d'une offensive qui reprit également Castielfabib.

## Sources
- Antoni Rovira, Historia Nacional de Catalunya, 7 volumes, Éditeur Pàtria, Barcelone, 1922-1934.